# CN Андромеды
CN Андромеды (лат. CN Andromedae) — двойная затменная переменная звезда типа Беты Лиры в созвездии Андромеды на расстоянии приблизительно 655 световых лет (около 201 парсека) от Солнца. Видимая звёздная величина звезды — от +10,21m до +9,62m. Орбитальный период — около 0,4628 суток (11,107 часов). Возраст звезды определён как около 2,96 млрд лет.

## Характеристики
Первый компонент — жёлто-белая звезда спектрального класса F5V. Масса — около 1,433 солнечной, радиус — около 1,48 солнечного, светимость — около 3,4 солнечных. Эффективная температура — около 6450 K.
Второй компонент — жёлто-белая звезда спектрального класса F5V. Масса — около 0,552 солнечной, радиус — около 0,95 солнечного, светимость — около 0,4 солнечной. Эффективная температура — около 4726 K.